# Camí ignasià
El camí Ignasià és un itinerari religiós, turístic, cultural i espiritual que recrea el camí que el cavaller Ignasi de Loiola va recórrer l'any 1522 des del Santuari de Loiola a Azpeitia, al País Basc, fins a la ciutat Manresa al Bages.

## El camí
Aquest itinerari ofereix l'oportunitat de viure una experiència de peregrinació, seguint el procés espiritual que va fer Sant Ignasi de Loiola durant el seu recorregut, que coincideix, en alguns trams, amb el Camí de Sant Jaume, però en direcció contrària.
El Camí Ignasià va des de la casa on va néixer Ignasi de Loiola (una torre-palau d'Azpeitia) fins a la que es coneix com a la Cova de Sant Ignasi a la ciutat de Manresa, prop del Monestir de Montserrat.
La ruta ofereix tot tipus d'eines i exercicis que guien els pelegrins en aquest viatge interior al mateix temps que ho fa per les carreteres i camins de la ruta. La Ruta està basada en les anotacions personals que Ignasi de Loiola va fer al llarg del seu viatge de peregrinació a Jerusalem.
Al arribar a Manresa es poden visitar llocs emblemàtics relacionats amb l'estada de Sant Ignasi de Loiola a la Ciutat: Cova de Sant Ignasi, el Pou de la Gallina, la capella de Sant Ignasi malalt, l'antic Col·legi de Sant Ignasi (actualment Museu Comarcal), i altres llocs rellevants de la Manresa Ignasiana.

## Itinerari
La ruta es de 650 km de peregrinació i passa per Euskadi, La Rioja, Navarra, Aragó i Catalunya. Al llarg de la mateixa s'hi troben 6 santuaris; Loiola, Laguardia, Logroño, Tudela, Lleida, Igualada i Manresa.

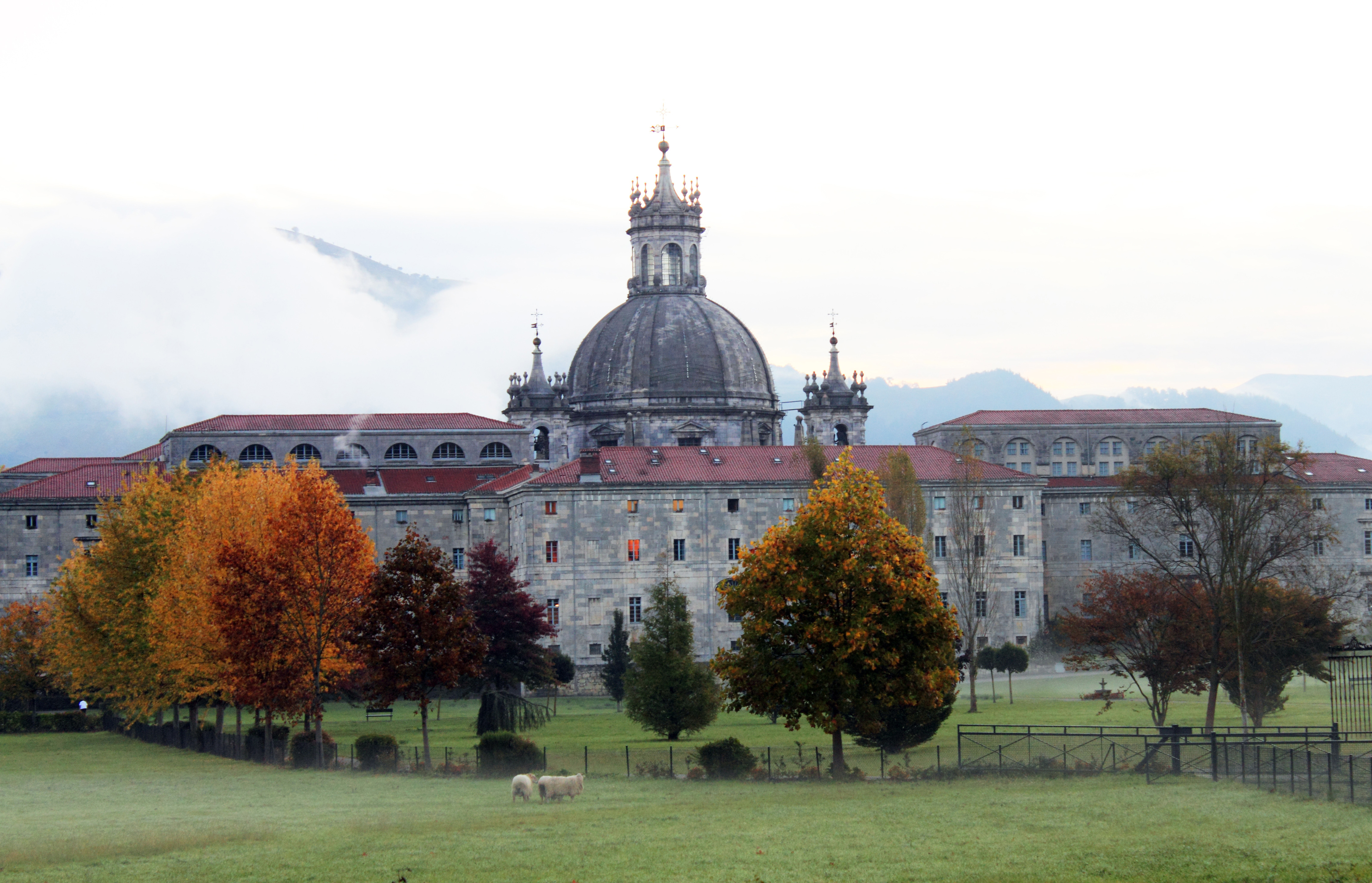
Santuari de Loiola, al costat del lloc de naixement de Sant Ignasi de Loiola, inici del Camí Ignasià

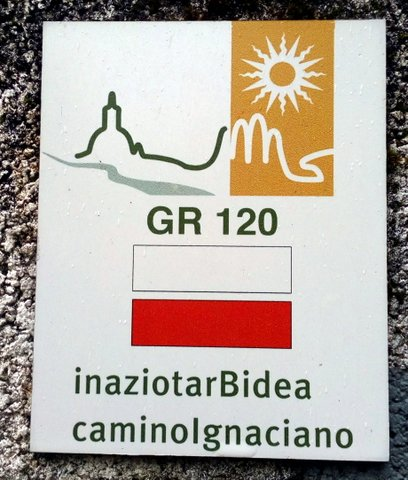
Rètol informatiu del Camí Ignasià

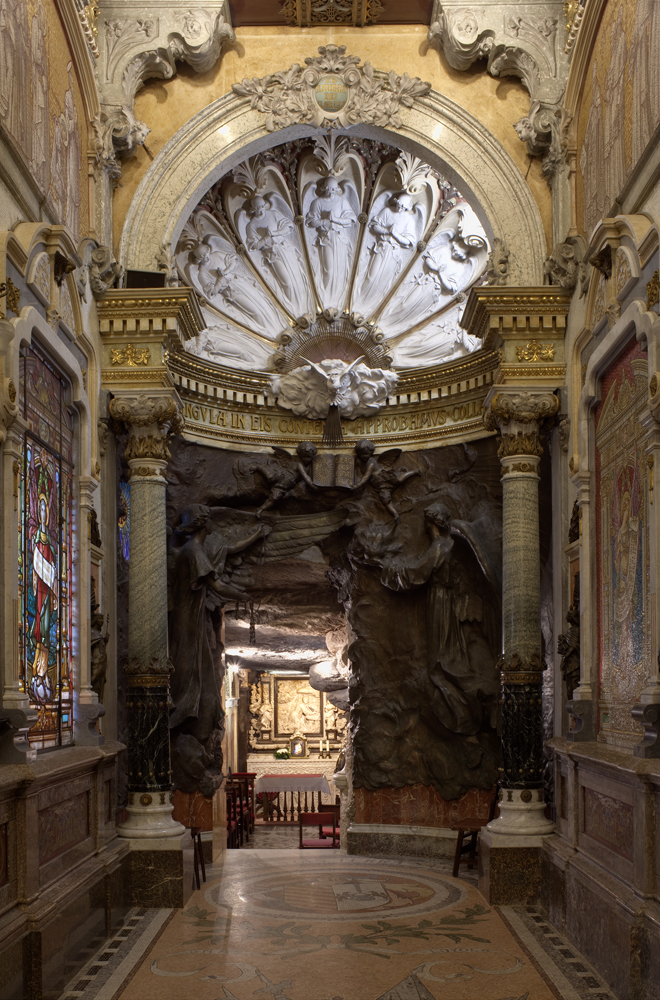
Cova de Sant Ignasi, a Manresa, punt d'arribada del Camí Ignasià, on Sant Ignasi s'hi va retirar per meditar i escriure els seus exercicis espirituals

Consta de 27 etapes:

### Euskadi
- Etapa 1. Loyola - Zumárraga (18,2 km)
- Etapa 2. Zumárraga - Arantzazu (21,4 km)
- Etapa 3. Arantzazu - Araia (18 km)
- Etapa 4. Araia - Alda (22 km)
- Etapa 5. Alda - Genevilla (18,5 km)
- Etapa 6. Genevilla – Laguardia (27,3 km)

### La Rioja
- Etapa 7. Laguardia – Navarrete (19,6 km)
- Etapa 8. Navarrete – Logronyo (13 km)
- Etapa 9. Logroño – Alcanadre (30,6 km)
- Etapa 10. Alcanadre – Calahorra (21,5 km)
- Etapa 11. Calahorra – Alfaro (25,6 km)

### Navarra
- Etapa 12. Alfaro – Tudela (25,6 km)
- Etapa 13. Tudela – Gallur (39,3 km)

### Aragó
- Etapa 14. Gallur – Alagón (21,7 km)
- Etapa 15. Alagón – Zaragoza (30,5 km)
- Etapa 16. Zaragoza – Fuentes de Ebro (30,2 km)
- Etapa 17. Fuentes de Ebro – Venta de Santa Lucía (29,6 km)
- Etapa 18. Venta de Santa Lucía – Bujaraloz (21,3 km)
- Etapa 19. Bujaraloz – Candasnos (21 km)
- Etapa 20. Candasnos – Fraga (26,8 km)

### Catalunya
- Etapa 21. Fraga – Lleida (33 km)
- Etapa 22. Lleida – Palau d'Anglesola (25,7 km)
- Etapa 23. Palau d'Anglesola – Verdú (24,7 km)
- Etapa 24. Verdú – Cervera (17 km)
- Etapa 25. Cervera – Igualada (38,6 km)
- Etapa 26. Igualada – Montserrat (27 km)
- Etapa 27. Montserrat – Manresa (24,6 km)

## En la cultura
El 2022 es va estrenar un documental anomenat El Camí Ignasià, dirigit per Jordi Roigé, sobre el recorregut.